# 표시적 의미론
컴퓨터 과학에서 표시론적 의미론(Denotational semantics)은 언어에서 수식의 뜻을 표현하는 수학적인 기호들로부터 만들어진 프로그래밍 언어의 의미를 형식화하는 접근법이다. 다른 접근법은 공리적인 의미론(Axiomatic semantics)과 연산 의미론(Operational semantics)을 포함하는 프로그래밍 언어의 형식적 의미를 제공한다.
간단히 말하자면, 표시론적 의미론이란 프로그램이 무엇을 하는지 나타내는 도메인이라는 수학적 객체를 찾는 것과 관련이있다. 예를 들어, 프로그램(혹은 프로그램 구)은 부분 함수(Partial Function)로 표현되거나 어떤 환경과 시스템 간의 게임으로 표시될 수 있다.
표시론적 의미론의 중요한 교리는 의미론은 구성적이어야 한다는 것이다. 프로그램 구문의 표기는 그 구 문구의 표기로부터 만들어져야 한다.